# Junonia hadrope
Junonia hadrope är en fjärilsart som beskrevs av Doubleday 1847. Junonia hadrope ingår i släktet Junonia och familjen praktfjärilar. Inga underarter finns listade i Catalogue of Life.